# Józef Jakub Muczkowski
Józef Jakub Muczkowski (ur. 9 sierpnia 1860 w Krakowie, zm. 1 grudnia 1943) – urzędnik, sędzia okręgowy, znawca historii Krakowa, współzałożyciel i wieloletni prezes Towarzystwa Miłośników Historii i Zabytków Krakowa.

## Życiorys
Był wnukiem historyka Józefa Muczkowskiego, kustosza Biblioteki Jagiellońskiej. Jego ojciec, Stefan, był notariuszem i wiceprezydentem Krakowa. W latach 1871–1878 odbył edukację w Gimnazjum św. Anny, a następnie rozpoczął studia prawnicze na Uniwersytecie Jagiellońskim, które ukończył doktoratem w 1883. Po ukończeniu studiów pracował jako urzędnik w Wiedniu, a od 1885 w Krakowie w ekspozyturze Prokuratorii Skarbowej. Od 1901 pełnił jednocześnie funkcje sądowe. W latach 1902–1909 oraz 1914-1931 był radnym miejskim Krakowa.
Równocześnie z życiem zawodowym zajmował się badaniem dziejów Krakowa i historii sztuki miasta. Należał do grupy założycieli Towarzystwa Miłośników Historii i Zabytków Krakowa w 1886. Od 1900 był wiceprezesem towarzystwa, a od 1916 do śmierci – prezesem. W latach 1923–1938 był redaktorem „Rocznika Krakowskiego”. Był ponadto członkiem Towarzystwa Przyjaciół Sztuki w Krakowie, a od 1927 do 1934 jego wiceprezesem. Publikował artykuły na temat ochrony zabytków Krakowa i jego dziejów m.in. na łamach „Czasu”, „Przeglądu Powszechnego”, „Kalendarza krakowskiego” i „Krakowskiego Miesięcznika Literackiego”. Przetłumaczył na język polski Kulturę odrodzenia we Włoszech Jakuba Burckhardta oraz Sztukę klasyczną Henryka Wölfflina.
W czasach okupacji został zmuszony przez Niemców do wyprowadzki ze swojego mieszkania przy ulicy Karmelickiej. W 1942 jego syn został wywieziony do obozu Auschwitz, gdzie zginął. Józef Muczkowski zmarł 1 grudnia 1943 i został pochowany na cmentarzu Rakowickim.

## Wybrane publikacje
- Skałka, Kraków 1897[9]
- Ochrona zabytków, Kraków 1914[10]
- Krwawy burmistrz. Kartka z dziejów mieszczaństwa krakowskiego w XVI wieku, Kraków 1936[11]

## Odznaczenia
- Krzyż Oficerski Orderu Odrodzenia Polski (1923)[8]
- Komandoria Orderu Włoskiej Korony[8]
- Komandoria Węgierskiego Krzyża Zasługi[8]